# سيجي إناجاكي
سيجي إناجاكي (باليابانية: 稲垣誠司) هو منافس ألعاب قوى ياباني، ولد في 28 أبريل 1973.

## وصلات خارجية
- سيجي إناجاكي على موقع الاتحاد الدولي لألعاب القوى (الإنجليزية)